# Xishuangbanna
Xishuangbanna, även känt som Sipsongpanna, är en autonom prefektur för daifolket i den södra spetsen av Yunnan-provinsen i Kina.

## Befolkning
Dai-folket har ett språk och en kultur som står det thailändska nära, även om man har olika skriftspråk. I Xishuangbanna dominerar Tai lü-varianten av daispråket. Den buddhism som utövas av Dai-befolkningen är väsentligen samma som i Thailand och Kambodja, och alltså skild från de varianter som utövas i egentliga Kina respektive Tibet och Inre Mongoliet.
Xishuangbanna är pinyin-formen av det kinesiska namnet på området, medan det ursprungliga namnet (Sipsong panna) i stället är Dai/Tai för "Tolv tusen risfält".

## Geografi
Xishuangbanna, beläget på lägre höjd än övriga Yunnan, gränsar mot Laos och Myanmar i söder och har ett tropiskt klimat. Området präglas av ett stort antal minoriteter som lever sida vid sida, men inflyttning av hankineser ser ut att på sikt göra hankineser till den dominerande befolkningsgruppen (särskilt i städerna och som ett resultat av ökad inhemsk turism till detta Kinas eget mini-Thailand vid sidan av Hainan).
Xishuangbanna, eller "Banna", är också ett område som präglas av en mycket rik flora och fauna.

## Administrativ indelning
Xishuangbanna indelas i en stad på häradsnivå och två härad:
- Staden Jinghong (景洪市), 7 133 km², 370 000 invånare;
- Häradet Menghai (勐海县), 5 511 km², 300 000 invånare;
- Häradet Mengla (勐腊县), 7 056 km², 200 000 invånare.